# Jesús Eduardo Zavala
Jesús Eduardo Zavala Castañeda, conhecido somente por Jesús Eduardo Zavala (Monterrei, 21 de julho de 1987) é um futebolista mexicano que atua como meia. Atualmente defende o Puebla.

## Títulos

### Monterrey
- Campeonato Mexicano de Futebol: Apertura 2009, Apertura 2010
- Liga dos Campeões da CONCACAF: 2010–11, 2011–12

### México
- Copa Ouro da CONCACAF: 2011
- Jogos Pan-Americanos: 2011